# Open Cascade Technology
Open Cascade Technology (OCCT) és una plataforma per al desenvolupament de programari que proporciona serveis de modelatge 3D de superfícies i sòlids. S'empra en programari CAD, CAM, CAE, AEC (Architecture, Engineering & Construction), GIS entre d'altres. La major part de la funcionalitat OCCT està disponible en biblioteques escrites en C++. OCCT està disponible sota llicència LGPL, permetent el seu ús en aplicacions de codi obert i propietari.
Diversos programes CAD es basen en la tecnologia Open CASCADE, incloent:
- FreeCAD un modelador paramètric 3D de codi obert, amb suport per al modelatge d'informació de construcció, mètode d'elements finits (FEM) i scripts Python.[4][5]
- SALOME una plataforma de codi obert per al pre i postprocessament per a la simulació numèrica.
- KiCad, una suite de codi obert per a l'automatització del disseny electrònic (EDA).
- Gmsh un generador de malla d'elements finits (FEM) de codi obert. Des de la versió 3.0, Gmsh admet característiques completes de geometria sòlida constructiva, basades en OCCT.
- FORAN un sistema integrat CAD/CAM/CAE desenvolupat per SENER per al disseny i producció de pràcticament qualsevol vaixell naval i unitat offshore. FORAN utilitza OCCT des de la versió V80R2.0[6] per treballar amb superfícies analítiques.